# Selection
Selection is een muziekalbum van Solo uit 2007.

## Opnamen
In februari 2007 namen Michiel Flamman en Simon Gitsels in de Prevue Studio in Katwijk aan Zee een akoestische livesessie op met producer Reyn Ouwehand. Het doel was om te laten horen hoe Solo, dat eigenlijk maar uit deze twee leden bestond, nu werkelijk klonk zonder andere muzikanten, zoals zij ook live optraden tijdens hun theatertours. Voor dit tussenalbum gebruikten ze nummers van hun eerste twee cd's Songs 'n sounds en Solopeople. De cd, die enkel verpakt werd in een cd-single hoesje, werd niet verkocht in de winkel, maar was enkel te bestellen via de platenmaatschappij.

## Muzikanten
- Michiel Flamman - zang en gitaar
- Simon Gitsels - piano en zang

## Tracklist
1. Onandon (Flamman/Solo)
2. Better man (Flamman/Solo)
3. Come back to me (Flamman/Solo)
4. Everything goes (Flamman/Solo)
5. Hit me with a kiss (Flamman/Solo)
6. The rules (Flamman/Solo)
7. The worst time (Flamman/Solo)
8. Mind (Flamman/Solo)
9. Deowned by clouds (Flamman/Solo)